# USS Enterprise (CVN-80)
USS Enterprise (CVN-80) – amerykański lotniskowiec z napędem jądrowym w budowie. Jednostka o wyporności 100 000 długich ton, budowana jest w należącej do koncernu Huntington Ingalls Industries stoczni Newport News. Okręt jest trzecim w kolejności lotniskowcem nowej generacji typu Gerald R. Ford, dziewiątym okrętem i trzecim lotniskowcem amerykańskiej marynarki noszącym nazwę Enterprise. Po planowanym wejściu do służby około 2027 roku, okręt zastąpić ma w niej USS Dwight D. Eisenhower (CVN-69) typu Nimitz.